# David Camorlinga Tagle
David Camorlinga Tagle (Ciudad de México, México, 20 de enero de 1983) es un escultor mexicano, quien creó la pieza Susurro del mar para el Festival Internacional Cervantino de 2013.

## Biografía
Camorlinga nació en la Ciudad de México, donde vive. Sostiene que desde niño siempre ha tenido la necesidad de expresar sus emociones creando objetos de sus sueños con Lego, madera y cuerda. Le gustaba representar cosas de la naturaleza, dibujando líneas y combinándolas para formar estrellas y otras figuras geométricas, hasta hacer diseños cada vez más complejos. Llegó a usar tierra para moldear objetos.
Estudió arquitectura en la Universidad Nacional Autónoma de México, y después de graduarse trabajó cinco años con el arquitecto Pedro Ramírez Vázquez. Dice que Ramírez Vázquez le enseñó a apreciar el México prehispánico.

## Carrera como escultor
Camorlinga ha tenido exposiciones en el Museo de Arte de Querétaro (2015), la Academia de San Carlos (2014), Hotel Live Aqua (2014), La Llorona Gallery en Chicago (2014), Centro Cultural del México Contemporáneo (2014), Centro Deportivo Israelita (2013), Museo de Arte Moderna de Toluca (2013), Tecnológico de Monterrey Campus Santa Fe (2013), la Universidad Nacional Autónoma de México (2012). Igualmente su trabajo puede ser apreciado en las galerías Misrachi.
Para la edición 2013 del Festival Internacional Cervantino -celebrado cada año en la ciudad de Guanajuato- se le comisionó la creación de la escultura de 3.66 metros 'Susurro del mar', hecha de bronce chapado en plata. Esta obra fue exhibida con otras de sus piezas en la Alhondiga de Granaditas.

## Arte
El estilo de Camorlinga combina el arte abstracto y el figurativo, tomando como inspiración a la naturaleza, la gente y lo que observa. Sus obras están influenciadas por su carrera como arquitecto así como por su experiencia en otros países. También ha mencionado al escultor Sebastián como una influencia importante, en especial con el uso de la geometría y el movimiento.
Sus trabajos suelen ser de pequeño formato, con un enfoque en el uso del metal, en especial el bronce, seguido por la plata y el oro, aunque ha trabajado otros materiales.